# Press Complaints Commission

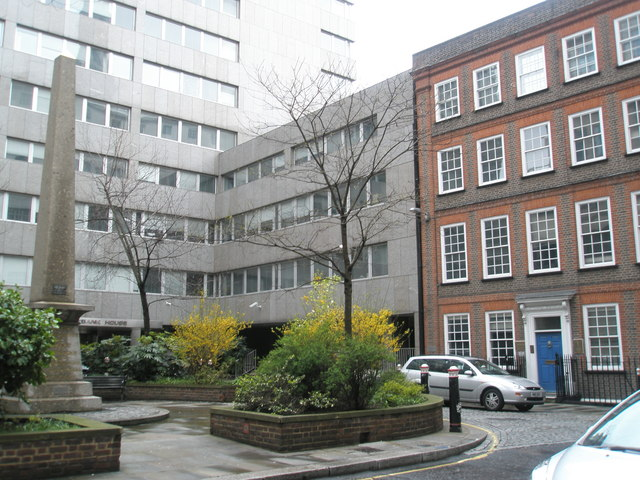
Press Complaints Commission en la Salisbury Square.

La Press Complaints Commission (Comisión de Quejas de la Prensa o PCC, en inglés) es una organización británica de autorregulación para periódicos y revistas impresas, de participación voluntaria, compuesta por representantes indicados por los principales grupos de medios de comunicación. La PCC financia sus actividades a través de una cuota anual que cobra a los periódicos y revistas. No tiene un mandato legal, los periódicos y revistas se adhieren libremente a sus normas, y la industria gráfica se autorregula.
En julio de 2011, la PCC ha sido repetidamente criticada por su falta de iniciativa en el escándalo de phreaking de News International, incluso por el primer ministro británico, David Cameron.
En diciembre de 2011, el presidente de la Comisión, Lord Hunt, anunció sus planes de reemplazar la PCC con un nuevo órgano regulador independiente.